# Saint-Quentin-le-Petit
Pour les articles homonymes, voir Saint-Quentin (homonymie).
Saint-Quentin-le-Petit est une commune française, située dans le département des Ardennes en région Grand Est.

## Géographie
|                     | Sévigny-Waleppe        | Hannogne-Saint-Rémy |
| Nizy-le-Comte Aisne | Saint-Quentin-le-Petit | Banogne-Recouvrance |
|                     | Le Thour               |                     |

### Hydrographie
La commune est dans la région hydrographique « la Seine du confluent de l'Oise (inclus) à l'embouchure » au sein du bassin Seine-Normandie. Elle est drainée par le ruisseau des Barres,.
Le ruisseau des Barres, d'une longueur de 28 km, prend sa source dans la commune de Fraillicourt et se jette  dans l'Aisne à Asfeld, après avoir traversé neuf communes. 

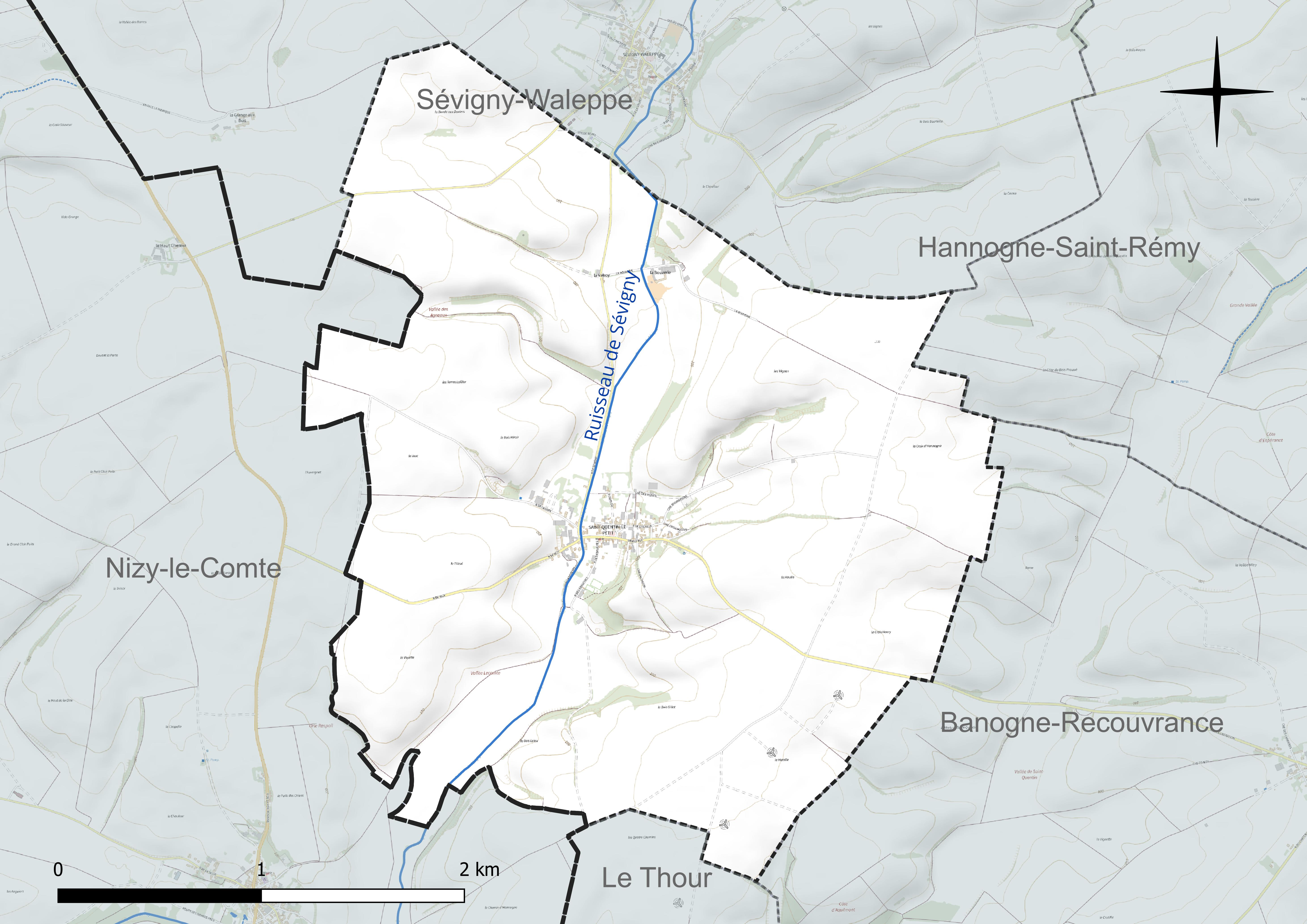
Réseau hydrographique de Saint-Quentin-le-Petit.

### Climat
Pour des articles plus généraux, voir Climat du Grand Est et Climat des Ardennes.
En 2010, le climat de la commune est de type climat océanique dégradé des plaines du Centre et du Nord, selon une étude du Centre national de la recherche scientifique s'appuyant sur une série de données couvrant la période 1971-2000. En 2020, Météo-France publie une typologie des climats de la France métropolitaine dans laquelle la commune est exposée à un climat océanique altéré et est dans la région climatique  Nord-est du bassin Parisien, caractérisée par un ensoleillement médiocre, une pluviométrie moyenne régulièrement répartie au cours de l’année et un hiver froid (3 °C). 
Pour la période 1971-2000, la température annuelle moyenne est de 10,2 °C, avec une amplitude thermique annuelle de 15,2 °C. Le cumul annuel moyen de précipitations est de 759 mm, avec 11,8 jours de précipitations en janvier et 9,1 jours en juillet. Pour la période 1991-2020, la température moyenne annuelle observée sur la station météorologique de Météo-France la plus proche, « Banogne-Recouvrance », sur la commune de Banogne-Recouvrance à 4 km à vol d'oiseau, est de 11,1 °C et le cumul annuel moyen de précipitations est de 773,4 mm. 
La température maximale relevée sur cette station est de 40,8 °C, atteinte le 25 juillet 2019 ; la température minimale est de −14 °C, atteinte le 10 janvier 2003,,. 
Les paramètres climatiques de la commune ont été estimés pour le milieu du siècle (2041-2070) selon différents scénarios d'émission de gaz à effet de serre à partir des nouvelles projections climatiques de référence DRIAS-2020. Ils sont consultables sur un site dédié publié par Météo-France en novembre 2022.

## Urbanisme

### Typologie
Au 1er janvier 2024, Saint-Quentin-le-Petit est catégorisée commune rurale à habitat dispersé, selon la nouvelle grille communale de densité à 7 niveaux définie par l'Insee en 2022.
Elle est située hors unité urbaine. Par ailleurs la commune fait partie de l'aire d'attraction de Reims, dont elle est une commune de la couronne,. Cette aire, qui regroupe 294 communes, est catégorisée dans les aires de 200 000 à moins de 700 000 habitants,.

### Occupation des sols
L'occupation des sols de la commune, telle qu'elle ressort de la base de données européenne d’occupation biophysique des sols Corine Land Cover (CLC), est marquée par l'importance des territoires agricoles (96,3 % en 2018), une proportion sensiblement équivalente à celle de 1990 (95,6 %). La répartition détaillée en 2018 est la suivante : 
terres arables (96,3 %), zones urbanisées (3,7 %). L'évolution de l’occupation des sols de la commune et de ses infrastructures peut être observée sur les différentes représentations cartographiques du territoire : la carte de Cassini (XVIIIe siècle), la carte d'état-major (1820-1866) et les cartes ou photos aériennes de l'IGN pour la période actuelle (1950 à aujourd'hui).

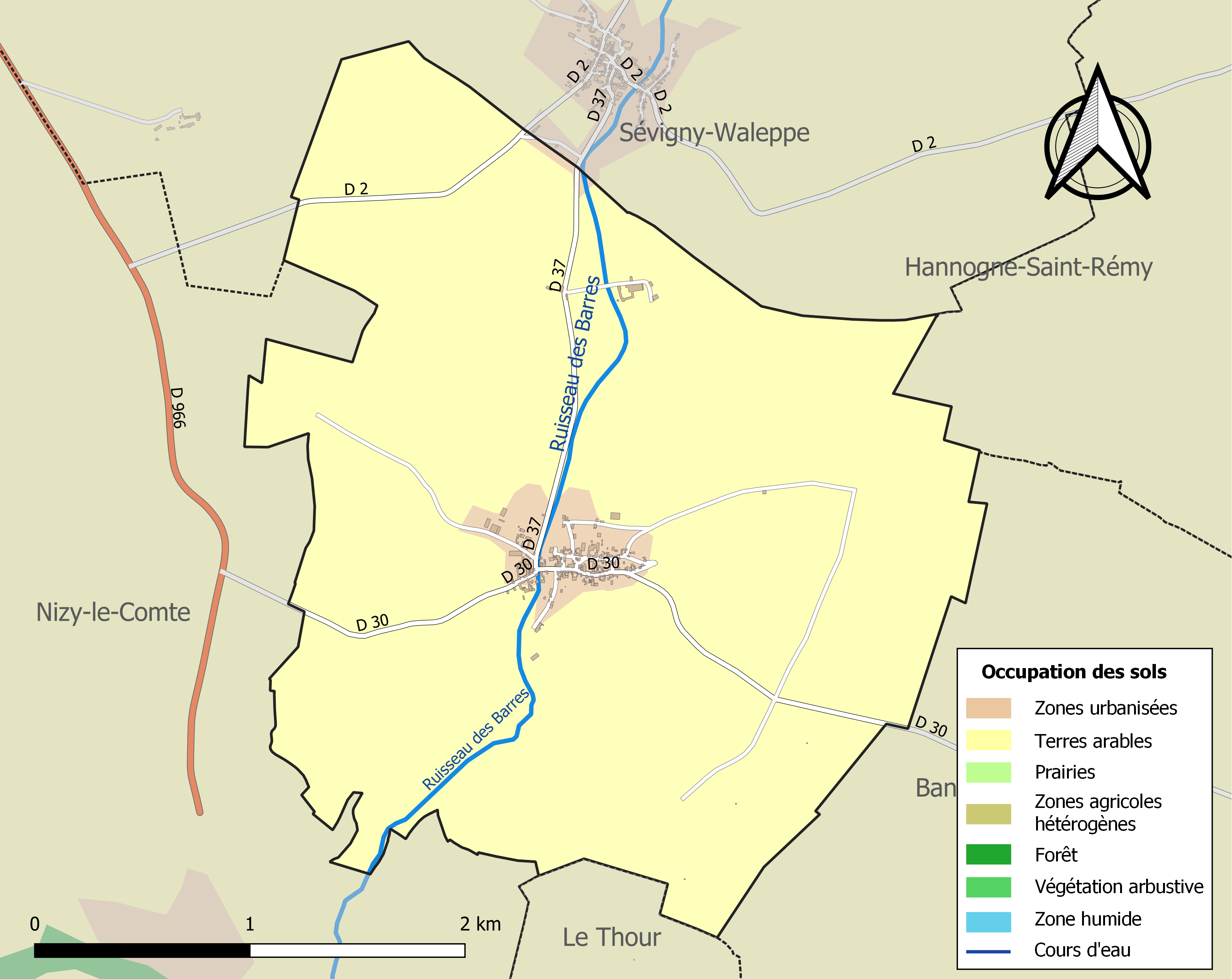
Carte des infrastructures et de l'occupation des sols de la commune en 2018 (CLC).

## Toponymie
Le nom de la localité est issu de la forme Sanctus Quintinus Parvus (« Saint Quentin le Mineur ») vers 1335.
Saint-Quentin est un hagiotoponyme qui fait référence à Quentin de Saint-Quentin, Quentin prêcha l’Évangile à Amiens où sa renommée aurait attiré l'attention du vicaire du préfet romain Rictiovarus. Arrêté, il fut torturé, mais refusa d’abjurer sa foi. Le préfet décida alors de l’emmener à Reims, la capitale de la Gaule belgique, pour l’y faire juger. Mais, en route, parvenu dans une ville appelée Augusta Viromanduorum (devenue Saint-Quentin), Quentin, échappé miraculeusement, recommença sa prédication. Repris, il fut torturé de nouveau, puis décapité. Son corps fut jeté par les soldats romains dans les marais qui entourent la Somme, dans le plus grand secret. L'église de la commune lui est dédiée.

## Histoire

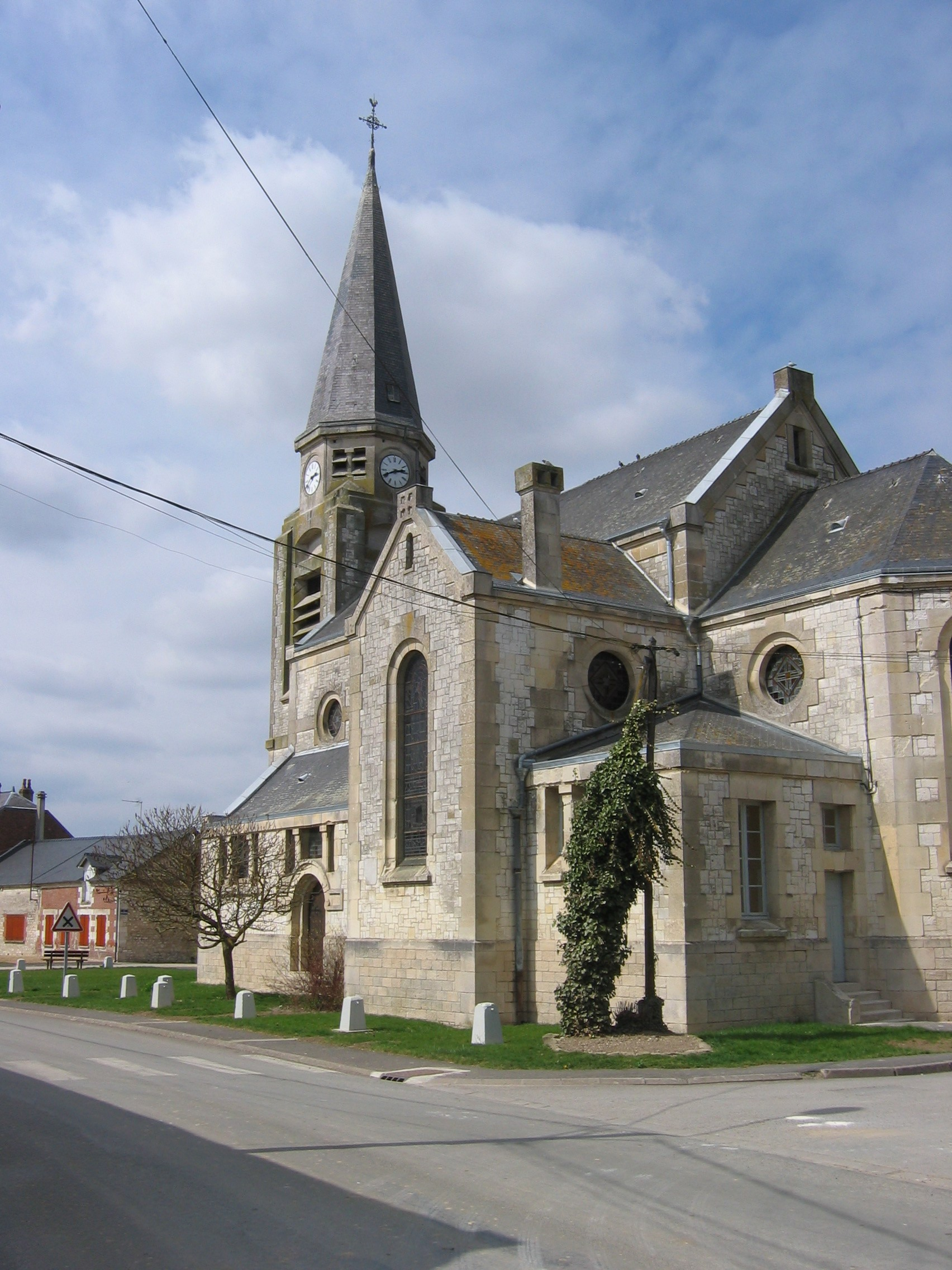
Église de Saint-Quentin-le-Petit.

La commune doit son nom à saint Quentin, martyr en Vermandois.
Au cours de la Révolution française, la commune porta provisoirement le nom de L'Unité.

## Démographie
Les habitants sont les Saint-Quentinois et les Saint-Quentinoises.
L'évolution du nombre d'habitants est connue à travers les recensements de la population effectués dans la commune depuis 1793. Pour les communes de moins de 10 000 habitants, une enquête de recensement portant sur toute la population est réalisée tous les cinq ans, les populations de référence des années intermédiaires étant quant à elles estimées par interpolation ou extrapolation. Pour la commune, le premier recensement exhaustif entrant dans le cadre du nouveau dispositif a été réalisé en 2008.

En 2022, la commune comptait 124 habitants, en évolution de +5,98 % par rapport à 2016 (Ardennes : −2,97 %, France hors Mayotte : +2,11 %).
| 1793 | 1800 | 1806 | 1821 | 1831 | 1836 | 1841 | 1846 | 1851 |
| ---- | ---- | ---- | ---- | ---- | ---- | ---- | ---- | ---- |
| 343  | 416  | 400  | 435  | 491  | 494  | 480  | 482  | 455  |

| 1866 | 1872 | 1876 | 1881 | 1886 | 1891 | 1896 | 1901 | 1906 |
| ---- | ---- | ---- | ---- | ---- | ---- | ---- | ---- | ---- |
| 380  | 350  | 341  | 341  | 345  | 301  | 282  | 287  | 278  |

| 1911 | 1921 | 1926 | 1931 | 1936 | 1946 | 1954 | 1962 | 1968 |
| ---- | ---- | ---- | ---- | ---- | ---- | ---- | ---- | ---- |
| 300  | 183  | 264  | 261  | 243  | 221  | 226  | 207  | 167  |

| 1975 | 1982 | 1990 | 1999 | 2006 | 2008 | 2013 | 2018 | 2022 |
| ---- | ---- | ---- | ---- | ---- | ---- | ---- | ---- | ---- |
| 131  | 126  | 163  | 158  | 152  | 150  | 124  | 122  | 124  |

## Lieux et monuments
- L'abbaye de la Valroye (ou Val-Roy) de 1150 à 1790.
- La voie romaine de Reims à Bavay.
- Église Saint-Quentin de Saint-Quentin-le-Petit reconstruite en 1930 : sculptures provenant de l'abbaye (au musée de Rethel).
- Le ruisseau des Barres.
- La Hundling-Stellung, la dernière ligne de défense allemande, passait par Saint-Quentin-le-Petit.
- Saint-Quentin est une étape de la Route du Porcien.

## Personnalités liées à la commune
- Michel Vaujour, braqueur, y est né.